# Jacob van Hall
Jacob van Hall (Amsterdam, 14 april 1799 – Utrecht, 19 maart 1859) was een Nederlandse rechtsgeleerde. Hij was de zoon van Maurits Cornelis van Hall, broer van Floris Adriaan van Hall en vader van Jacob Nicolaas van Hall.
Hij kwam op 3 mei 1820 als candidatus juris van het Amsterdamse Athenaeum Illustre naar de Rijksuniversiteit Utrecht en promoveerde aldaar op 19 november 1822 bij C.A. van Enschut op De magistra navis. Hij was vijfentwintig jaar hoogleraar aan dat Athenaeum, werd op 15 september 1848 hoogleraar in het burgerlijk recht en het handelsrecht te Utrecht en overleed daar begin 1859 op 59-jarige leeftijd. Zijn opvolger werd Jacobus Anthonie Fruin.
Behalve veel rechtsgeleerde werken, waaronder zijn Bijdragen tot Regtsgeleerdheid en Wetgeving (vijf delen, Amsterdam 1839-'43), schreef hij in 1855 een Levensberigt van Mr. C.A. den Tex voor de Maatschappij der Nederlandse Letterkunde. Ook wordt hij gehouden voor de oprichter van het dagblad De Nederlander en voor medewerker aan het weekblad De Noordstar.